# Februari 1937
| Deze maand                                                   |
| ------------------------------------------------------------ |
| - Regering-Hayashi in Japan - Nationalisten veroveren Málaga |

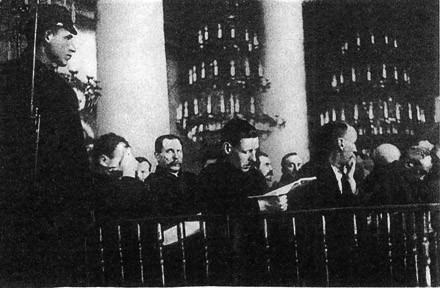
Tweede Showcongres

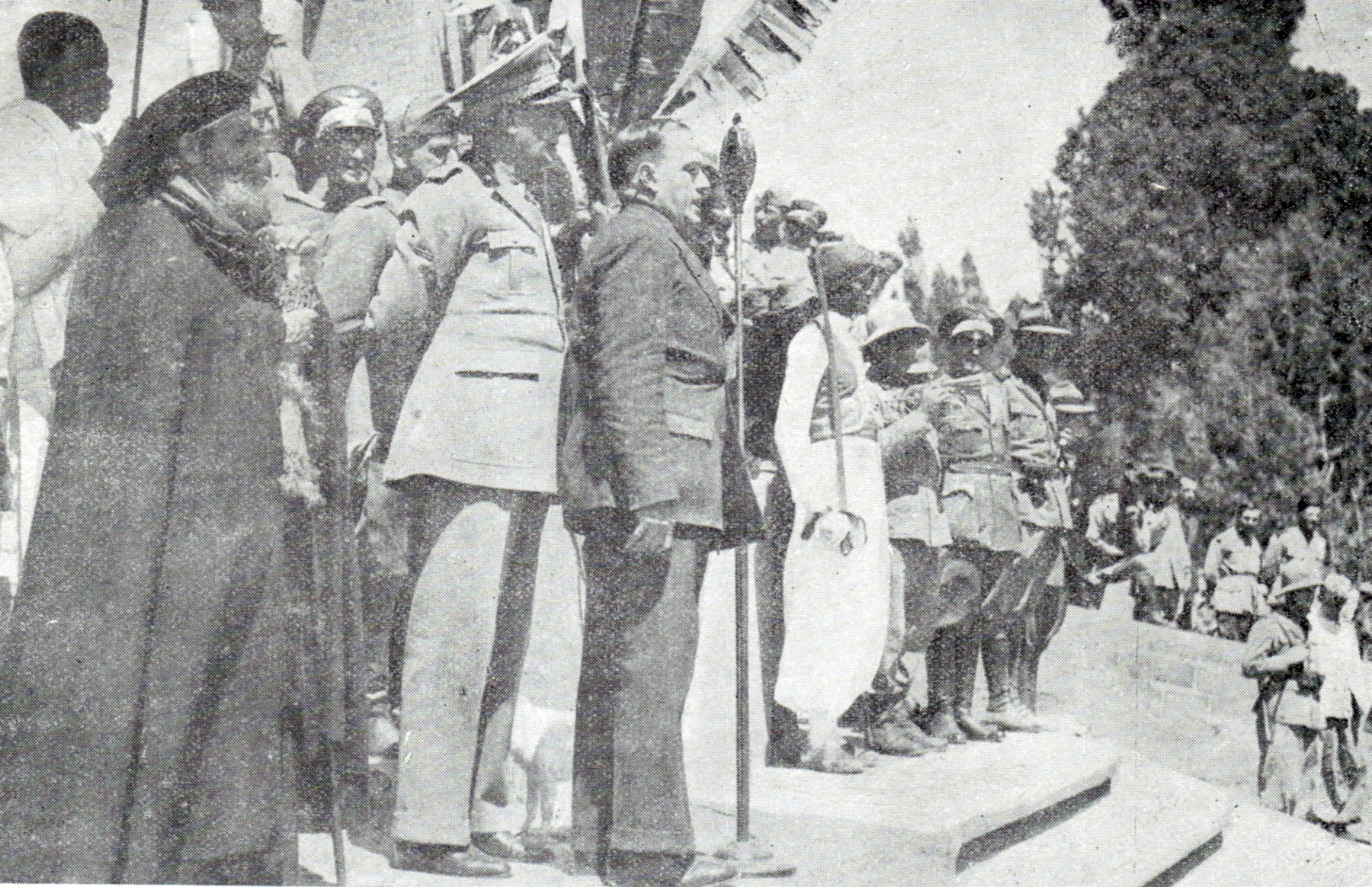
Rodolfo Graziani voor de aanslag

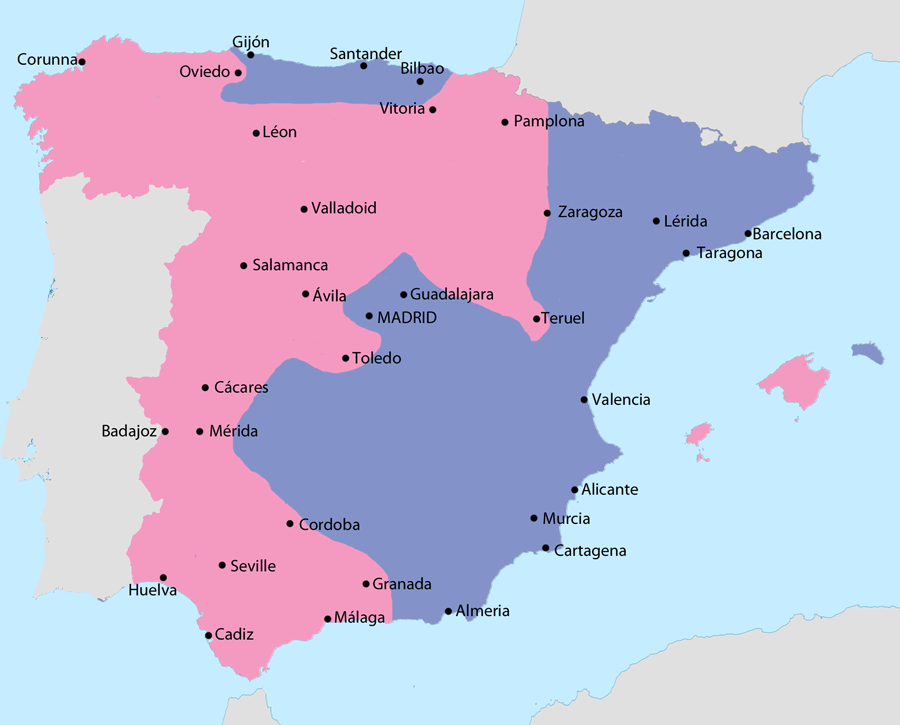
de Spaanse burgeroorlog eind februari

De volgende gebeurtenissen speelden zich af in februari 1937. 
- 1 - In Valencia komt de Cortes bijeen. Alle regeringsbesluiten sinds 1 december worden bekrachtigd.
- 2[1] - Generaal Senjūrō Hayashi vormt een nieuwe regering in Japan.
- 2 - Paul von Eltz-Rübenach, de Duitse minister van verkeer, treedt af omdat hij weigert tot de NSDAP toe te treden. Zijn ministerie wordt gesplitst in een ministerie voor posterijen, minister Wilhelm Ohnesorge en een ministerie voor spoorwegen, minister Julius Dorpmüller.
- 2 - Nida Senff zwemt in Amsterdam een wereldrecord op de 200 meter rugslag: 2.44,6. Ook Ida van Feggelen en Dini Kerkmeester zwemmen tijden onder het oude wereldrecord.
- 3[1] - De Nederlandse regering vermindert de opbrengst van de geplande herberekening van de Indische pensioenen.
- 3-7 - In Manilla wordt het 33e Eucharistisch Congres gehouden.
- 4[1] - In de Sovjet-Unie worden de hoger beroepen van de terdoodveroordelingen in het Tweede Showproces verworpen en ze worden terechtgesteld.
- 5 - President Roosevelt stelt hervormingen voor betreffende het Hooggerechtshof van de Verenigde Staten, welke zouden worden ingetrokken na de zogenaamde Switch in time that saved nine.
- 9 - De Nationalisten hebben Málaga geheel in handen.
- 10 - Een zitting van de Belgische Kamer wordt opgeschort vanwege een handgemeen tussen Rexistische en socialistische afgevaardigden.
- 10 - Gerrit Bolhuis krijgt voor de derde maal een jaargeld van de Prix de Rome.
- 11 - De Nederlandse Eerste Kamer stemt in met een serie Grondwetswijzigingen.
- 12 - In Nederland wordt een wetsvoorstel ingediend om de verdringing van mannen in het arbeidsproces door vrouwen en jeugdigen tegen te gaan. Het aandeel vrouwen in bedrijven kan bij algemene maatregel van bestuur worden teruggebracht tot het niveau dat het op 1 januari 1935 had.
- 13 - Na 42 dagen is een staking in de Amerikaanse automobielindustrie ten einde. De werkgevers erkennen de United Automobile Union als werknemersvertegenwoordiger en er zal op 16 februari begonnen worden met collectieve arbeidsonderhandelingen.
- 11 - In Tsjechoslowakije worden alle deviezenbepalingen opgeheven.
- 14 - In een preek in de Sint-Michaëlkerk in München ter gelegenheid van het vijftienjarig pontificaat van paus Pius XI veroordeelt aartsbisschop Michael von Faulhaber in opvallend felle bewoordingen de Duitse politiek, in het bijzonder ten opzichte van de Rooms-katholieke kerk en het Concordaat van 1933.
- 15 - De regering-Hayashi leest haar regeringsverklaring. De regering wil defensie, industrie en buitenlandse handel bevorderen. Het beleid vriendschap te zoeken met het Verenigd Koninkrijk en de Verenigde Staten blijft ongewijzigd.
- 16[1] - Het Finse parlement kiest premier Kyösti Kallio tot nieuwe president, aantredend 1 maart.
- 16 - De Tweede Kamer stemt in met het wetsontwerp ter herberekening van de Indische pensioenen.
- 16 - In een Witboek worden de Britse plannen met betrekking tot defensie onthuld. Over de komende vijf jaar is het plan hiervoor 1500 miljoen pond sterling te besteden. Er wordt materiaal gemoderniseerd en toegevoegd, en een voorraad munitie aangelegd om het begin van een grote oorlog te kunnen doorkomen.
- 19 - Maarschalk Rodolfo Graziani, onderkoning van Abessynië raakt licht gewond bij een aanslag in Addis Abeba.
- 19 - Er wordt een non-interferentie-overeenkomst gesloten tussen Frankrijk, het Verenigd Koninkrijk, de Sovjet-Unie, Italië, Portugal en Duitsland betreffende de Spaanse Burgeroorlog. Het laten vertrekken van vrijwilligers naar Spanje wordt verboden, en de Spaanse kusten worden door de diverse landen gepatrouilleerd om hierop toezicht te houden.
- 21[1] - Het Huis van Afgevaardigden verwerpt Roosevelts plannen voor hervorming van het Hooggerechtshof.
- 21 - De Poolse kolonel Adam Koc sticht een politieke partij, Obóz Zjednoczenia Narodowego.
- 22-23 - De Duitse minister van buitenlandse zaken Konstantin von Neurath onderneemt een officieel bezoek aan Wenen.
- 24[1] - In Duitsland worden Joden niet meer toegelaten tot de militaire dienst.
- 24 - De droogmaking van de Noordoostpolder wordt aanbesteed.
- 26 - De Nederlandse Pygmalion-verfilming gaat in premiere.
- 28[1] - In Tsjechoslowakije wordt een akkoord gesloten over de rechten van de Duitse minderheid.
- 28 - In de IJssel heerst een zeer hoge waterstand, welke bij Deventer een dijkdoorbraak veroorzaakt.

en verder:
- Duitsers wordt het verboden een Nobelprijs te aanvaarden.
- In Den Haag zal een bijeenkomst worden gehouden van de staten van de Oslo-conventie, een handelsverdrag tussen Denemarken, Noorwegen, Zweden, Finland, Nederland, België en Luxemburg.
- In Bandoeng wordt een conferentie van de Volkenbond gehouden betreffende de bestrijding van de handel in vrouwen en kinderen.
- Paraguay verlaat definitief de Volkenbond.
- Er wordt officieel vastgelegd dat de kleuren van de Nederlandse vlag rood, wit en blauw zijn.

<< · januari · februari · maart · april · mei · juni · juli · augustus · september · oktober · november · december · >>